# Getinglik svampmygga
Getinglik svampmygga (Keroplatus tipuloides) är en tvåvingeart som beskrevs av Louis Augustin Guillaume Bosc 1792. Getinglik svampmygga ingår i släktet Keroplatus och familjen platthornsmyggor. Enligt den svenska rödlistan är arten nära hotad i Sverige. Arten förekommer i Götaland och Svealand. Artens livsmiljö är skogslandskap. Inga underarter finns listade i Catalogue of Life.